# Rankovce (Eslováquia)
Rankovce (em alemão: Rankowetz; húngaro: Ránk) é um município da Eslováquia, situado no distrito de Košice-okolie, na região de Košice. Tem 14,84 km² de área e sua população em 2018 foi estimada em 915 habitantes.

## Demografia
| Ano:        | 1994 | 2004    | 2014    | 2024    |
| ----------- | ---- | ------- | ------- | ------- |
| Broj ljudi: | 491  | 599     | 791     | 1070    |
| Razlika:    |      | +21,99% | +32,05% | +35,27% |

| Ano:               | 2023 | 2024   |
| ------------------ | ---- | ------ |
| Número de pessoas: | 1043 | 1070   |
| Diferença:         |      | +2,58% |